# Blood Pressures
Blood Pressures – czwarty album zespołu The Kills, wydany 4 kwietnia 2011 roku przez Domino Records (5 kwietnia 2011 roku w Stanach Zjednoczonych).

## Lista utworów
1. "Future Starts Slow"
2. "Satellite"
3. "Heart Is a Beating Drum"
4. "Nail in My Coffin"
5. "Wild Charms"
6. "DNA"
7. "Baby Says"
8. "Last Goodbye"
9. "Damned If She Do"
10. "You Don't Own the Road"
11. "Pots and Pans"

## Twórcy
- Alison Mosshart - wokal, gitara
- Jamie Hince - perkusja, gitara, melotron, produkcja
- Bill Skibbe - produkcja, inżynieria dźwięku
- Jessica Ruffins - inżynieria dźwięku